# Lista planetelor minore/161601–161700
Aceasta este Lista planetelor minore/161601–161700; pentru a naviga prin lista completă vezi Lista planetelor minore.
Pentru ale detalii vezi și Proiect:Astronomie sau Portal:Astronomie.
| Nume                | Denumire provizorie | Data descoperirii | Locul descoperirii | Descoperitor(i)        |
| ------------------- | ------------------- | ----------------- | ------------------ | ---------------------- |
| 161601 -            | 2005 TU75           | 3 octombrie 2005  | Catalina           | CSS                    |
| 161602 -            | 2005 TQ129          | 7 octombrie 2005  | Kitt Peak          | Spacewatch             |
| 161603 -            | 2005 TY166          | 9 octombrie 2005  | Kitt Peak          | Spacewatch             |
| 161604 -            | 2005 TU174          | 1 octombrie 2005  | Anderson Mesa      | LONEOS                 |
| 161605 -            | 2005 TR191          | 1 octombrie 2005  | Catalina           | CSS                    |
| 161606 -            | 2005 UR38           | 24 octombrie 2005 | Kitt Peak          | Spacewatch             |
| 161607 -            | 2005 UW54           | 23 octombrie 2005 | Catalina           | CSS                    |
| 161608 -            | 2005 UZ68           | 23 octombrie 2005 | Catalina           | CSS                    |
| 161609 -            | 2005 UA83           | 22 octombrie 2005 | Kitt Peak          | Spacewatch             |
| 161610 -            | 2005 UN88           | 22 octombrie 2005 | Kitt Peak          | Spacewatch             |
| 161611 -            | 2005 UR110          | 22 octombrie 2005 | Kitt Peak          | Spacewatch             |
| 161612 -            | 2005 UQ127          | 24 octombrie 2005 | Kitt Peak          | Spacewatch             |
| 161613 -            | 2005 UE274          | 24 octombrie 2005 | Palomar            | NEAT                   |
| 161614 -            | 2005 UG427          | 28 octombrie 2005 | Kitt Peak          | Spacewatch             |
| 161615 -            | 2005 UQ440          | 29 octombrie 2005 | Catalina           | CSS                    |
| 161616 -            | 2005 UB497          | 27 octombrie 2005 | Palomar            | NEAT                   |
| 161617 -            | 2005 UJ513          | 23 octombrie 2005 | Catalina           | CSS                    |
| 161618 -            | 2005 VH117          | 11 noiembrie 2005 | Kitt Peak          | Spacewatch             |
| 161619 -            | 2005 VH120          | 5 noiembrie 2005  | Kitt Peak          | Spacewatch             |
| 161620 -            | 2005 WV57           | 25 noiembrie 2005 | Catalina           | CSS                    |
| 161621 -            | 2005 WM92           | 25 noiembrie 2005 | Mount Lemmon       | Mount Lemmon Survey⁠(d) |
| 161622 -            | 2005 WM115          | 29 noiembrie 2005 | Mount Lemmon       | Mount Lemmon Survey    |
| 161623 -            | 2005 WF158          | 26 noiembrie 2005 | Mount Lemmon       | Mount Lemmon Survey    |
| 161624 -            | 2005 WB202          | 29 noiembrie 2005 | Kitt Peak          | Spacewatch             |
| 161625 -            | 2005 YJ7            | 22 decembrie 2005 | Catalina           | CSS                    |
| 161626 -            | 2005 YD8            | 22 decembrie 2005 | Kitt Peak          | Spacewatch             |
| 161627 -            | 2005 YH8            | 22 decembrie 2005 | Kitt Peak          | Spacewatch             |
| 161628 -            | 2005 YW29           | 25 decembrie 2005 | Kitt Peak          | Spacewatch             |
| 161629 -            | 2005 YL47           | 25 decembrie 2005 | Catalina           | CSS                    |
| 161630 -            | 2005 YP93           | 27 decembrie 2005 | Catalina           | CSS                    |
| 161631 -            | 2005 YS130          | 25 decembrie 2005 | Kitt Peak          | Spacewatch             |
| 161632 -            | 2005 YB244          | 30 decembrie 2005 | Kitt Peak          | Spacewatch             |
| 161633 -            | 2005 YL247          | 30 decembrie 2005 | Mount Lemmon       | Mount Lemmon Survey⁠(d) |
| 161634 -            | 2005 YN277          | 25 decembrie 2005 | Kitt Peak          | Spacewatch             |
| 161635 -            | 2005 YU290          | 25 decembrie 2005 | Mount Lemmon       | Mount Lemmon Survey⁠(d) |
| 161636 -            | 2006 AR50           | 5 ianuarie 2006   | Kitt Peak          | Spacewatch             |
| 161637 -            | 2006 AM58           | 8 ianuarie 2006   | Kitt Peak          | Spacewatch             |
| 161638 -            | 2006 AA68           | 5 ianuarie 2006   | Mount Lemmon       | Mount Lemmon Survey⁠(d) |
| 161639 -            | 2006 AS78           | 4 ianuarie 2006   | Kitt Peak          | Spacewatch             |
| 161640 -            | 2006 BJ5            | 21 ianuarie 2006  | Mount Lemmon       | Mount Lemmon Survey⁠(d) |
| 161641 -            | 2006 BE11           | 20 ianuarie 2006  | Kitt Peak          | Spacewatch             |
| 161642 -            | 2006 BZ21           | 22 ianuarie 2006  | Mount Lemmon       | Mount Lemmon Survey⁠(d) |
| 161643 -            | 2006 BS25           | 23 ianuarie 2006  | Mount Lemmon       | Mount Lemmon Survey    |
| 161644 -            | 2006 BC30           | 20 ianuarie 2006  | Kitt Peak          | Spacewatch             |
| 161645 -            | 2006 BO40           | 21 ianuarie 2006  | Kitt Peak          | Spacewatch             |
| 161646 -            | 2006 BL56           | 21 ianuarie 2006  | Mount Lemmon       | Mount Lemmon Survey⁠(d) |
| 161647 -            | 2006 BO69           | 23 ianuarie 2006  | Kitt Peak          | Spacewatch             |
| 161648 -            | 2006 BH87           | 25 ianuarie 2006  | Kitt Peak          | Spacewatch             |
| 161649 -            | 2006 BR95           | 26 ianuarie 2006  | Kitt Peak          | Spacewatch             |
| 161650 -            | 2006 BM97           | 26 ianuarie 2006  | Mount Lemmon       | Mount Lemmon Survey⁠(d) |
| 161651 -            | 2006 BJ175          | 27 ianuarie 2006  | Kitt Peak          | Spacewatch             |
| 161652 -            | 2006 BC181          | 27 ianuarie 2006  | Mount Lemmon       | Mount Lemmon Survey⁠(d) |
| 161653 -            | 2006 BB206          | 31 ianuarie 2006  | Mount Lemmon       | Mount Lemmon Survey    |
| 161654 -            | 2006 BE211          | 31 ianuarie 2006  | Kitt Peak          | Spacewatch             |
| 161655 -            | 2006 BZ234          | 31 ianuarie 2006  | Kitt Peak          | Spacewatch             |
| 161656 -            | 2006 BG251          | 31 ianuarie 2006  | Kitt Peak          | Spacewatch             |
| 161657 -            | 2006 BM268          | 27 ianuarie 2006  | Catalina           | CSS                    |
| 161658 -            | 2006 BS269          | 28 ianuarie 2006  | Anderson Mesa      | LONEOS                 |
| 161659 -            | 2006 CB23           | 1 februarie 2006  | Kitt Peak          | Spacewatch             |
| 161660 -            | 2006 CW34           | 2 februarie 2006  | Mount Lemmon       | Mount Lemmon Survey⁠(d) |
| 161661 -            | 2006 CN59           | 6 februarie 2006  | Mount Lemmon       | Mount Lemmon Survey    |
| 161662 -            | 2006 CV59           | 6 februarie 2006  | Mount Lemmon       | Mount Lemmon Survey    |
| 161663 -            | 2006 DM3            | 20 februarie 2006 | Catalina           | CSS                    |
| 161664 -            | 2006 DM16           | 20 februarie 2006 | Kitt Peak          | Spacewatch             |
| 161665 -            | 2006 DS48           | 21 februarie 2006 | Catalina           | CSS                    |
| 161666 -            | 2006 DN59           | 24 februarie 2006 | Mount Lemmon       | Mount Lemmon Survey⁠(d) |
| 161667 -            | 2006 DD71           | 21 februarie 2006 | Mount Lemmon       | Mount Lemmon Survey    |
| 161668 -            | 2006 DS79           | 24 februarie 2006 | Kitt Peak          | Spacewatch             |
| 161669 -            | 2006 DL83           | 24 februarie 2006 | Kitt Peak          | Spacewatch             |
| 161670 -            | 2006 DP88           | 24 februarie 2006 | Kitt Peak          | Spacewatch             |
| 161671 -            | 2006 DT90           | 24 februarie 2006 | Kitt Peak          | Spacewatch             |
| 161672 -            | 2006 DB107          | 25 februarie 2006 | Mount Lemmon       | Mount Lemmon Survey⁠(d) |
| 161673 -            | 2006 DH211          | 24 februarie 2006 | Kitt Peak          | Spacewatch             |
| 161674 -            | 2006 EM53           | 2 martie 2006     | Kitt Peak          | Spacewatch             |
| 161675 -            | 2006 FU1            | 22 martie 2006    | Catalina           | CSS                    |
| 161676 -            | 2006 FQ4            | 23 martie 2006    | Kitt Peak          | Spacewatch             |
| 161677 -            | 2006 FM13           | 23 martie 2006    | Kitt Peak          | Spacewatch             |
| 161678 -            | 2006 FK17           | 23 martie 2006    | Mount Lemmon       | Mount Lemmon Survey⁠(d) |
| 161679 -            | 2006 FY46           | 23 martie 2006    | Catalina           | CSS                    |
| 161680 -            | 2006 GD15           | 2 aprilie 2006    | Kitt Peak          | Spacewatch             |
| 161681 -            | 2006 GK24           | 2 aprilie 2006    | Kitt Peak          | Spacewatch             |
| 161682 -            | 2006 GP33           | 7 aprilie 2006    | Mount Lemmon       | Mount Lemmon Survey⁠(d) |
| 161683 -            | 2006 GY42           | 12 aprilie 2006   | Palomar            | NEAT                   |
| 161684 -            | 2006 GD50           | 8 aprilie 2006    | Siding Spring      | SSS                    |
| 161685 -            | 2006 GD52           | 9 aprilie 2006    | Catalina           | CSS                    |
| 161686 -            | 2006 HX16           | 19 aprilie 2006   | Anderson Mesa      | LONEOS                 |
| 161687 -            | 2006 HC17           | 20 aprilie 2006   | Kitt Peak          | Spacewatch             |
| 161688 -            | 2006 HX24           | 20 aprilie 2006   | Kitt Peak          | Spacewatch             |
| 161689 -            | 2006 HD30           | 19 aprilie 2006   | Catalina           | CSS                    |
| 161690 -            | 2006 HF32           | 19 aprilie 2006   | Kitt Peak          | Spacewatch             |
| 161691 -            | 2006 HX41           | 21 aprilie 2006   | Kitt Peak          | Spacewatch             |
| 161692 -            | 2006 HS44           | 24 aprilie 2006   | Mount Lemmon       | Mount Lemmon Survey⁠(d) |
| 161693 Attilladanko | 2006 HL46           | 26 aprilie 2006   | RAS⁠(d)             | A. Lowe⁠(d)             |
| 161694 -            | 2006 HV52           | 19 aprilie 2006   | Anderson Mesa      | LONEOS                 |
| 161695 -            | 2006 HL81           | 26 aprilie 2006   | Kitt Peak          | Spacewatch             |
| 161696 -            | 2006 HR83           | 26 aprilie 2006   | Kitt Peak          | Spacewatch             |
| 161697 -            | 2006 HZ104          | 19 aprilie 2006   | Catalina           | CSS                    |
| 161698 -            | 2006 HL120          | 30 aprilie 2006   | Kitt Peak          | Spacewatch             |
| 161699 -            | 2006 HR140          | 26 aprilie 2006   | Cerro Tololo⁠(d)    | M. W. Buie⁠(d)          |
| 161700 -            | 2006 JK32           | 3 mai 2006        | Kitt Peak          | Spacewatch             |